# Ji Yun-Nam
Ji Yun-Nam, född 20 november 1976 i Pyongyang, Nordkorea, är en nordkoreansk fotbollsspelare som för närvarande spelar för April 25 i DPR Korea League.

## Internationell karriär
Ji har spelat 8 landskamper för det nordkoreanska landslaget. I första hand spelar han på mittfältet men kan även spela vänsterback. Den 15 juni 2010 gjorde han mål mot Brasilien i gruppspelet i Fotbolls-VM 2010. Den matchen förlorade Nordkorea med 1–2.